# 羅德丞
羅德丞，大紫荊勳賢，CBE，JP（1935年1月23日—2006年12月11日），男，香港法律界人士，行政立法兩局議員，有「大羅」之稱。1996年有意參選第一屆香港特別行政區行政長官選舉，但旋因缺乏支持而放棄。

## 生平

### 早年生涯
羅德丞生於1935年1月23日，有四名姊姊，一名兄長（早夭），家中排行最小，父親羅文錦爵士是執業律師，母親是何東爵士長女何錦姿（Victoria Hotung）。羅德丞早年入讀廣州的嶺南小學、香港嶺南中學和英國湯頓King's College，其後入讀英國牛津大學瓦德漢學院（Wadham College）攻讀法律，並獲頒授法理學碩士學位。

### 公職生涯
1960年畢業返港後，羅德丞在羅文錦律師樓（Lo & Lo, Solicitors）擔任律師兼高級合夥人，後來分別在恒基兆業和太古集團出任董事會副主席和董事一職。在公職方面，羅德丞自1969年至1971年出任香港律師會會長。自1970年至1974年任市政局議員，1974年至1985年獲委任立法局議員，自1980年至1985年兼任行政局議員，成為最年輕的行政立法兩局議員。他是唯一反對撥款興建香港地鐵的立法局議員，亦曾任交通諮詢委員會主席。羅德丞後來因為在香港前途談判問題上不滿英方將不給予港人居英權，出資港元50萬成立「太平門公司」（Hong Kong Freedom of Movement and Rights of Abode Ltd），協助港人移民，並於1985年2月12日正式宣佈辭去行政、立法兩局議員職位；亦有指羅辭職與洩露行政局機密有關。1985年1月29日羅德丞攜同妻子及友人到訪北京，是羅首次踏足中國。

### 轉投陣營
羅德丞轉而大力支持中華人民共和國政府，他除了在1986年獲委任基本法諮詢委員會副主任，又在1992年成為港事顧問，並先後成為特區預委會委員、籌委會委員和和第九、第十屆全國政協委員；他因而被指「忽然親中」、「轉軚」。
在1989年，羅德丞與郭志權和陳永棋等部分來自「八十九人」工商界《基本法》諮詢委員會委員創立新香港聯盟，並自任義務秘書長，提出「一會兩局」方案，其中的「分組投票」機制獲通過寫入《基本法》，另外他的方案也是香港主權移交後，特區政府策略發展委員會討論的「兩院制」前身。
同年11月，他獲中國國務院總理李鵬接見，翌年2月再獲中共中央總書記江澤民在中南海接見。羅德丞批評港府1,200億港元玫瑰園新機場計劃，逼使港府公開文件及數據；中英終於1991年9月簽署《新機場諒解備忘錄》。
1991年的香港首次立法局直選時，新港盟派出王敏超搭檔張慧燊（羅德丞太太張慧瑜孖生胞妹）出戰南區，測試直選水溫，惟因地區經驗不足而落敗。1992年，羅德丞獲中國國務院支持創辦《香港之窗》（Window）英文周刊，並於1992年及1995年由中國銀行香港分行貸款800萬及600萬美元（約港幣1億1000萬）。香港之窗》於1996年11月停刊。
1996年表態有意角逐第一任香港特別行政區行政長官選舉。羅於1995年放棄英國護照，領中華人民共和國護照；由於當時香港人不能輕易獲中華人民共和國護照，輿論遂質疑羅是否「走後門」。受此事影響，羅旋因支持度不足而宣佈放棄，淡出政壇，鮮有論政；但據新港盟總幹事高繼標在《羅德丞政海浮沉錄》（羅德丞傳記）所言，其實羅是私下大力支持大法官李福善參選。他亦是首批在主權移交後獲頒授大紫荊勳章的人士。

### 逝世
2006年10月，羅德丞因心臟病發入院，2006年12月11日在瑪麗醫院病逝，享年71歲，葬於摩星嶺的何東家族昭遠墳場。

## 家庭
羅德丞具有中國和歐洲血統，愛好吸煙、打橋牌和麻雀，曾代表香港參加國際橋牌賽。他曾結婚三次：
- 首任妻子是Tamara Federova，
- 第二任是蘇靖文，
- 第三任是富商張祝珊的孫女張慧瑜，

羅德丞共育有兩子兩女，分別名克平、信優、國倫及孔君。

## 18號車牌
香港自1908年開始發車牌，香港政府將無字頭1至20號車牌分配予高官及對社會有貢獻人士，當時尚未晉身立法局的羅文錦因熱心公益而獲贈18號車牌。當羅文錦在1959年過世後，18號車牌由其仍在世的兒子羅德丞承繼（羅德丞兄長羅德權早逝）。羅德丞將18號車牌先後套用於其凱迪拉克、兩輛勞斯萊斯及最後的賓利豪華座駕之上。
1973年羅德丞出任交通諮詢委員會主席，向當時港督麥理浩爵士建議實行拍賣特別車牌制度，並規定持有人不能轉讓車牌，過世後需交回政府，以將收益撥作慈善用途。建議獲港府接納，香港遂在同年5月舉行首次車牌拍賣會。
羅德丞沒有將18號車牌轉到公司名下，以永久擁有該車牌，相反，堅持死後要將車牌歸還政府。在他身後，運輸署在2008年2月23日的拍賣會中拍賣其車牌，結果以破香港紀錄的1,650萬港元由電子商人張程光投得。

## 榮譽
- J.P.（1970年6月26日）
- O.B.E.（1976年）
- C.B.E.（1982年）
- 大紫荊勳章（1997年）
- LL.D. （Hon，嶺南大學[8]）（2005年12月12日）

## 相關書籍
【羅德丞政海浮沉錄】（全文閱讀）